# 智利巴鹿
智利巴鹿（Pudu puda），又名南普度鹿，是一種普度鹿。

## 分佈地
智利巴鹿分佈在安地斯山脈以南的智利及阿根廷。牠們棲息在高山的海拔2000米，在低地的沿海亦可見到牠們。牠們喜歡林地及森林的環境，可以提供高度的保障。牠們會走到遼闊的地方覓食。

## 外表
智利巴鹿細小、敦實及寂靜。身體圓小，四腳細緻。鹿角只有簡單的主幹，長7-10厘米，每年於7-8月間會脫落，並會立即重新長出。牠們的毛由赤褐色至深褐色不等，兩側及下肢較淺色。牠們的毛厚而密，可以在穿越森林時保護牠們。耳朵圓小，尾巴也很短。幼鹿有白色斑點，可能是作為偽裝之用。
智利巴鹿體長達90厘米，肩高達35厘米，重9-15公斤。牠們是最細小的鹿。

## 保育狀況
智利巴鹿現時列為易危的物種。牠們的棲息地受到過度放牧及人類開發而遭破壞，其數量正在下降。

## 外部連結
- UltimateUngulate.com
- Animal Planet （页面存档备份，存于）
- Bristol Zoo